# 庄河市人民政府
庄河市人民政府，简称庄河市政府，是中华人民共和国辽宁省大连市庄河市的最高行政机关。

## 沿革
1945年9月9日，中国共产党领导的山东八路军进入庄河县城，缴获日军武装。并在9月12日宣布成立庄河县民主政府，设置6个科室和公安局。1947年6月20日，改称庄河县人民民主政府，最初设置5个科室和公安局、税务局。1949年5月，改称庄河县人民政府。1955年4月，改称庄河县人民委员会。1958年12月，庄河县人民公社化高潮时，改称庄河县人民公社联合社，将原有科、室、局、委、检察院、法院、供销社、手工业生产联社改组为8部、3委员会，但在1959年3月至7月间全部撤销。1967年文化大革命期间，县人民委员会“造反派”夺取各自单位领导权，中国人民解放军“三支”（支左、支工、支农）代行各机构职能。1968年3月，成立庄河县革命委员会。1981年4月，县革命委员会重组为庄河县人民政府。1992年9月21日，经民政部批准，撤销庄河县，设立庄河市。10月28日，庄河市举行撤县设市庆祝活动，庄河市人民政府正式揭牌。

## 职权
根据《中华人民共和国地方各级人民代表大会和地方各级人民政府组织法》第五十九条，县级以上的地方各级人民政府行使下列职权：
1. 执行本级人民代表大会及其常务委员会的决议，以及上级国家行政机关的决定和命令，规定行政措施，发布决定和命令；
2. 领导所属各工作部门和下级人民政府的工作；
3. 改变或者撤销所属各工作部门的不适当的命令、指示和下级人民政府的不适当的决定、命令；
4. 依照法律的规定任免、培训、考核和奖惩国家行政机关工作人员；
5. 执行国民经济和社会发展计划、预算，管理本行政区域内的经济、教育、科学、文化、卫生、体育事业、环境和资源保护、城乡建设事业和财政、民政、公安、民族事务、司法行政、监察、计划生育等行政工作；
6. 保护社会主义的全民所有的财产和劳动群众集体所有的财产，保护公民私人所有的合法财产，维护社会秩序，保障公民的人身权利、民主权利和其他权利；
7. 保护各种经济组织的合法权益；
8. 保障少数民族的权利和尊重少数民族的风俗习惯，帮助本行政区域内各少数民族聚居的地方依照宪法和法律实行区域自治，帮助各少数民族发展政治、经济和文化的建设事业；
9. 保障宪法和法律赋予妇女的男女平等、同工同酬和婚姻自由等各项权利；
10. 办理上级国家行政机关交办的其他事项。